# مسجد المجذوب (أسيوط)
مسجد المجذوب أحد أشهر المساجد التاريخية في غرب مدينة أسيوط. يقع في ميدان المجذوب وينسب إلى الشيخ محمد المجذوب. ولا يوجد ما يثبت تاريخ إنشاء الجامع، أو بانيه أو صاحبه، ولكن هناك سجلات وقائع محكمة أسيوط الشرعية، التي ورد فيها حجة مؤرخة في ربيع الأول عام 1104 هجرية، الذي يوافق 1695 ميلادية، وتشير هذه الحجة إلى بيع منزل لوقف محمد المجذوب.
يطل المسجد بواجهته الشرقية الرئيسية وطولها حوالي 19 متراً على ميدان “المجذوب”، الذي يحمل اسمه، بينما تطل واجهته الجنوبية التي يبلغ طولها 12 متراً على شارع بورسعيد، وتتكون من دخلتين مستطيلتين اتساع كل منهما أكثر من مترين، وتحتوي كل دخلة على شباكين اثنين، يزين الواحد منهما مصبعات من خشب الخرط تعلوها قنديلية بسيطة.
أما محراب المسجد، فهو عبارة عن منحنى نصف دائري اتساعه متر ونصف، ويتوج هذا المنحنى طاقية معقودة بعقد مدبب، تتقدمها دخلة معقودة بعقد مدبب يرتكز على عمودين من الرخام تزينهما تيجان بصلية الشكل.
أما المنبر فمصنوع من الخشب، ويتكون من ريشتين وصدر، وبالصدر باب المقدم، الذي يغلق عليه مصراعان من الخشب عليهما زخارف هندسية منفذة بأسلوب السدايب، ويؤدي باب المقدم إلى سلم ينتهي بجلسة الخطيب، يحيط بها جوسق تعلوه القمة على شكل قبة أعلاها هلال، أما الريشتان فتم زخرفتهما بأسلوب الحشوات المجمعة على هيئة أشكال هندسية وأطباق نجمية، وللمنبر “درابزين” من خشب الخرط.
وتقع دكة المؤذنين بالطرف الغربي من الجدار الشمالي للجامع، وتأخذ شكل مربع طول ضلعه 3 أمتار، ويُصعد إليها بواسطة سلم خشبي، وترتكز الدكة على عمود من الخشب، وعلى الجدارين الشمالي والغربي، ولدكة المؤذنين أيضًا “درابزين” من خشب الخرط.
وبالمسجد، قبة ضريحية ما زال زوارها يأتون من كل حدب وصوب، فهي أولى ملحقاته، ويدخلها المريدون عبر مدخل بالجدار الغربي، وهي عبارة عن غرفة مربعة الشكل طولها حوالي أربعة أمتار ونصف، ولها بابان متقابلان بالجدار الغربي والشرقي، ونافذتان مستطيلتان بالجدار الشمالي والجنوبي، ويوجد بها قبر محمد المجذوب، تعلوه تركيبة خشبية خالية من الزخارف.
وكان قديماً يحوي الجامع سبيل ملاصق لقبته، ويعلوه كُتاب لتعليم الأطفال، ولكنه اندثر الآن، كما يقع مزار دفن الأموات خلف الجدار الغربي للجامع، وكان معداً لدفن الموتى، كما تشير إحدى الحجج القديمة.
ومر الجامع بتجديدات متعددة، وتوجد لوحة مستطيلة بالجدار الشمالي للجامع مصنوعة من الرخام، عليها نص مكتوب بخط النسخ بالحفر البارز، ويشير لقيام عثمان غالب باشا، مدير أسيوط بتجديد الجامع، وقد بدأت تجديداته عام 1298هجرية، وانتهت 1300هجرية، ولا توجد إشارة لنوعية هذه التجديدات.